# Roberto Arco
Roberto Arco (Genova, 5 marzo 1974) è un ex calciatore italiano, di ruolo attaccante.

## Carriera
Nella stagione 1992-1993 ha esordito in Serie A: gioca 6 partite con la maglia del Genoa, segnando un gol. Ha disputato il suo primo incontro con la maglia dei rossoblu il 6 dicembre 1992, nel pareggio casalingo contro il Brescia.
Dopo aver giocato in vari club di terza serie, Arco ha chiuso la carriera in Liguria, militando in alcuni sodalizi minori.